# Polystichum assurgentipinnum
Polystichum assurgentipinnum är en träjonväxtart som beskrevs av W. M. Chu och B. Y. Zhang. Polystichum assurgentipinnum ingår i släktet Polystichum och familjen Dryopteridaceae. Inga underarter finns listade.